# Christian Delacampagne
Christian Delacampagne (Dakar, 23 dicembre 1949 – Parigi, 20 maggio 2007) è stato un filosofo e scrittore francese.

## Biografia
Studiò filosofia a Parigi, dove fu allievo di Léon Poliakov (1969: École normale supérieure, 1972: aggregazione di Filosofia, 1982: Dottorato di Stato in Lettere e Filosofia).
Dopo aver svolto diversi lavori in vari paesi (insegnante di filosofia a scuola, giornalista, direttore di istituti o centri culturali francesi a Barcellona, Madrid, Il Cairo, Tel Aviv e attaché culturel dell'ambasciata francese a Boston, si trasferì negli Stati Uniti nel 1998. Fu professore di studi francese presso il Connecticut College, New London (CT) dal 1998 al 2000, poi alla Tufts University di Medford (MA) dal 2000 al 2002 e professore ordinario di letteratura e filosofia francese del XX secolo presso il Dipartimento di Lingue e Letterature romanze dalla Johns Hopkins University di Baltimora (Maryland) dal 2001 al 2006, prima di tornare in Francia.
Scrisse su questioni di filosofia politica e storia circa trenta libri, che sono stati tradotti in moltissime lingue.
Fu anche autore di libri insieme ad artisti e centinaia di articoli. Molti di questi sono stati pubblicati su Le Monde, giornale con il quale collaborò regolarmente dal 1973 al 2004. Collaborò occasionalmente anche con altri giornali e riviste, soprattutto in Francia (Modern Times, Critique, Cités, Etudes, Le Nouveau Magazine Littéraire, Le Nouvel Observateur), Spagna (El Viejo Topo, Quimera, El País, Le Vanguardia, Cambio 16 ) e gli Stati Uniti (Commentary, Raw Vision, French Politics, Culture and Society, SubStance, MLN).
Morì a Parigi di cancro.

## Pensiero
Storico delle idee, è stato un autore prolifico e inclassificabile. Assegna alla filosofia il compito di svelare i meccanismi di dominio e di oppressione nel corso della storia. La sua ricerca si è concentrata in particolare sul razzismo, che cerca di distinguere dalla xenofobia, lo "scontro di civiltà" al quale si opponeva, e sull'arte, segnatamente sulla pittura e l'arte grezza, verso la quale manifestò un grande interesse.

## Opere principali
- Antipsychiatrie ou les voies du sacré, Grasset, 1974
- Le Racisme (in collaborazione con Léon Poliakov e Patrick Girard), Seghers, 1976
- Ladakh (in collaborazione con Gérard Busquet), Buchet-Chastel, 1977
- Figures de l'oppression, PUF, 1977
- En Marge : l'Occident et ses autres (opera collettiva), éd. Aubier, 1978
- La Louve baroque, Grasset, 1979
- Philosopher : les interrogations contemporaines -Matériaux pour un enseignement, con Robert Maggiori, Fayard, 1980
- Les Aborigènes de l'Inde (in collaborazione con Gérard Busquet), Arthaud, 1981
- L'Invention du racisme : Antiquité et Moyen Age, Fayard, 1983. tr. it.: L'invenzione del razzismo. Antichità e Medioevo
- Madrid : La Décennie prodigieuse (ouvrage collectif), Autrement, 1987
- L'Aventure de la peinture moderne, de Cézanne à nos jours, Mengès, 1988
- Outsiders. Fous, naïfs et voyants dans la peinture moderne (1880-1960), Mengès, 1989/
- Immortelle Égypte, (con fotografie di Erich Lessing), Nathan, 1990
- Histoire de la philosophie au XXe siècle. Seuil, 1995; riedizione «collection Points», n° 403, Seuil, 2000
- Claude Massé : état des lieux, Voix/Richard Meier, 1997
- De l'indifférence : essai sur la banalisation du mal, Odile Jacob, 1998
- D'une République à l'autre  - Entretiens sur l'Histoire et sur la Politique (in collaborazione con Maurice Faure) ed. Plon, 1999
- La philosophie politique aujourd'hui, Seuil 2000
- Le Livre dans la Jarre, con un'incisione di Mario Chichorro, Nahuja, 2000
- Josep Grau-Garriga, Cercle d'Art, 2000
- Le philosophe et le tyran - Histoire d'une illusion, 2000
- Philosopher 2 (in collaborazione con Robert Maggiori), Fayard, 2000
- Une histoire du racisme, des origines à nos jours, Le Livre de Poche, 2000
- Faut-il avoir peur de la mort ?, Louis Audibert, 2002
- Les guerres sont-elles inévitables ?, Louis Audibert, 2002
- Une Histoire de l'esclavage, de L'Antiquité à nos jours, Le Livre de Poche, 2002
- Balthus, Cercle d'Art, 2002
- Islam et Occident - Les raisons d'un conflit, PUF, 2003
- Les animaux ont-ils des droits ?, Louis Audibert, 2003
- Animaux étranges et fabuleux - Un bestiaire fantastique dans l'art, con Ariane Delacampagne, Citadelles & Mazenod, 2003
- Les religions peuvent-elles être tolérantes ? Louis Audibert, 2004
- Apprendre à vivre ensemble, Louis Audibert, 2004
- Les Arts de la chasse, Hôtel Rivet, 2005
- Dominique Gutherz, Mémoires actives, 2006
- Il faut croire en la politique, ed. de La Martinière, 2006
- Où est passé l'art?, ed. du Panama, 2007
- Toute la terre m'appartient. Fragments d'une vie errante, Arthaud, Esprit d'aventure, 2007
- Jean Leyris: Mettre le dessin en relief, Hôtel Rivet, 2007
- Duende: Visages et Voix du flamenco, con fotografie di Ariane Delacampagne, L'Archange Minotaure, 2007.
- Noires suivi de Tina Blues, nouvelles & récit, Pierre Mainard, 2010